# Thure Sjöstedt
Thure Sjöstedt (Åhus, Suecia, 28 de agosto de 1903-Malmö, 2 de mayo de 1956) fue un deportista sueco especialista en lucha libre olímpica donde llegó a ser campeón olímpico en Ámsterdam 1928.

## Carrera deportiva
En los Juegos Olímpicos de 1928 celebrados en Ámsterdam ganó la medalla de oro en lucha libre olímpica estilo peso ligero-pesado, por delante del suizo Arnold Bögli y del luchador francés Henri Lefèbre (bronce). Cuatro años después, en las Olimpiadas de Los Ángeles 1932 ganó la plata en la misma categoría.